# Língua bushi
Bushi, Shibushi, ou Kibushi é uma língua falada em Madagascar e no departamento ultramarino francês de Maiote, que faz parte do arquipélago das Comores. Era falada em 1995 por cerca de 806 mil pessoas, sendo 767 mil em Madagascar e 39 mil em Mayotte.

## Em Madagascar
Bushi é falada no noroeste de Madagascar nas áreas de Antsiranana (Diego-Suarez) e Mahajanga (Majunga).

## Em Mayotte
Bushi é conhecida como Kibushi em Mayotte, sendo que em1980 cerca de 40% da população falava essa língua. Também é falada em Mayotte a língua shimaore, uma forma dialetal do comoriano, uma das línguas bantas. Historicamente, ambas línguas foram faladas em certas ilhas do arquipélago, porém, “de facto” o Shimaore tende a ser a língua franca do dia-a-dia em função da maioria da população falar essa língua. Somente o Shimaore se faz presente em programas locais de televisão (Réseau France Outre-mer – RFO).
Os dialetos Bushi em Mayotte ( Shibushi em Shimaore) incluem Kiantalaotse e Kibushi-Kimaore (Shibushi-Shimaore em Shimaore).
Bushi é falada no litoral ocidental da ilha principal (Grande-Terre) nas vilas de Bambo Est, M'Boueni, Passy-Kéli, Mronabeja, Kani-Kéli, Chirongui, Poroani, Ouangani, Chiconi, Sohoa, M'tsangamouji, Acoua, M'tsangadoua, Handrema.

### Escrita
Em Mayotte, Bushi  foi por muito tempo escrita com o alfabeto latino em sua forma da língua francesa. Em 22 de fevereiro de 2006, o  Conseil de la Culture, de l'Education et de l'Environnement de Mayotte apresentou um alfabeto oficial com base no latino, porém, sem as letras c, j, q, x,  mas com a adição de três letras: ɓ, ɗ, n̈..
| Letra   | Aa  | Bb  | Ɓɓ  | Dd  | Ɗɗ  | Ee  | Ff  | Gg  | Hh  | Ii  | Kk  | Ll  | Mm  | Nn  | N̈n̈  | Oo  | Pp  | Rr  | Ss  | Tt  | Uu  | Vv  | Ww  | Yy  | Zz  |
| ------- | --- | --- | --- | --- | --- | --- | --- | --- | --- | --- | --- | --- | --- | --- | --- | --- | --- | --- | --- | --- | --- | --- | --- | --- | --- |
| Som IPA | /a/ | /b/ | /ɓ/ | /d/ | /ɗ/ | /e/ | /f/ | /ɡ/ | /h/ | /i/ | /k/ | /l/ | /m/ | /n/ | /ŋ/ | /o/ | /p/ | /r/ | /s/ | /t/ | /u/ | /v/ | /w/ | /j/ | /z/ |

## Amostra de texto
Ɓinadamu djabi nitirahinyi an-nafasi, reu bokeu miraŋa amin’ni usheu ndreka haki. Reu teraka ndreka ãkili ndreka hikima, amin’ni zenyi, reu nikulazimu nisi tweraŋa nin-fihavaŋa reu sambi reu.
Português
Todos os seres humanos nascem livres e iguais em dignidade e direitos. São dotados de razão e consciência e devem agir em relação uns aos outros com espírito de fraternidade. (Artigo 1º da Declaração Universal dos Direitos Humanos)